# Iniziativa Sostenibile
Iniziativa Sostenibile (in lingua svedese: Hållbart initiativ) è un partito politico delle Isole Åland di orientamento ecologista.

## Risultati elettorali

### Parlamento alandese
| Elezione          | Voti  | % | Seggi  |
| ----------------- | ----- | - | ------ |
| Parlamentari 2019 | 1.187 |   | 2 / 30 |